# Kirche Dreißigacker

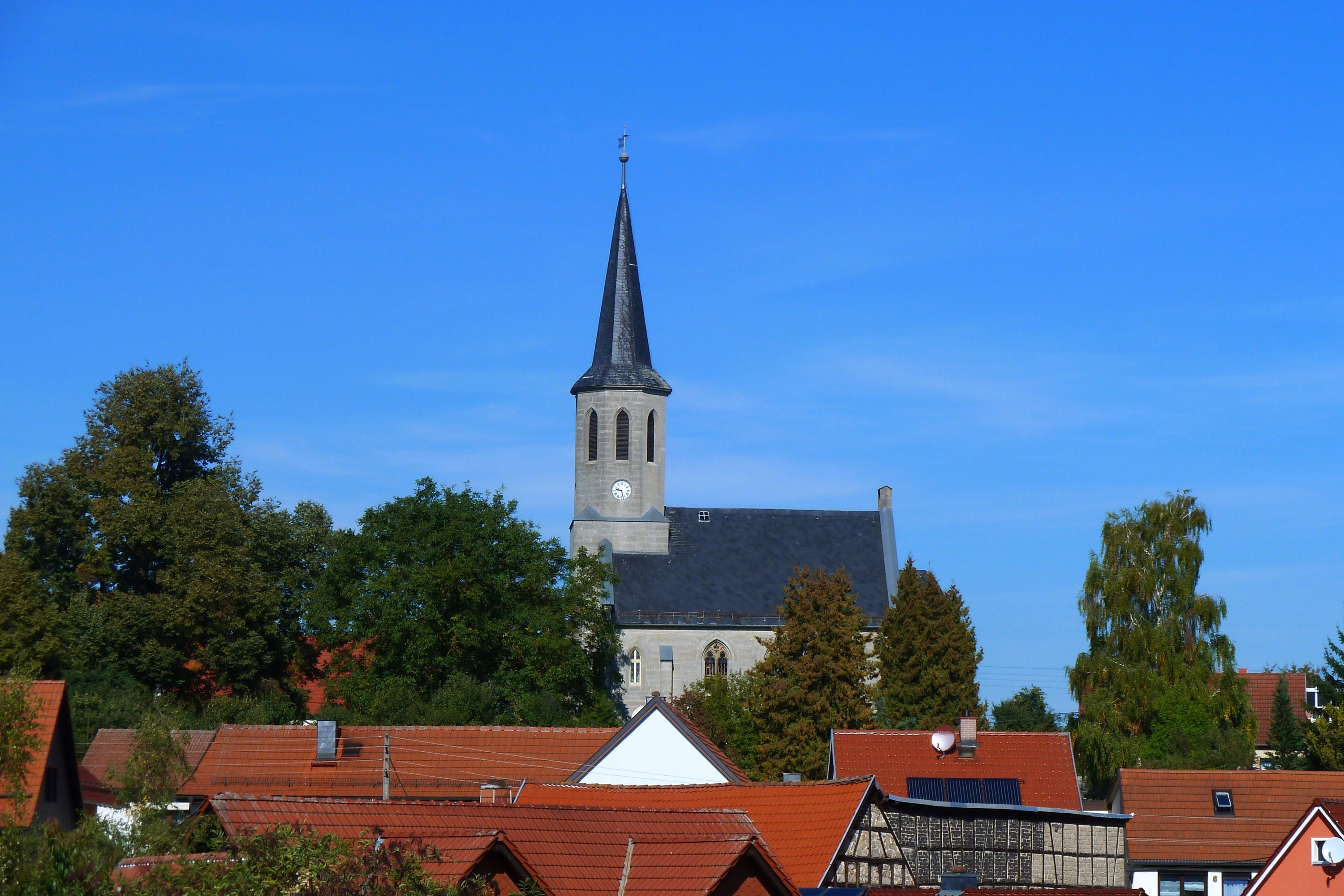
Kirche „Zur Barmherzigkeit Gottes“

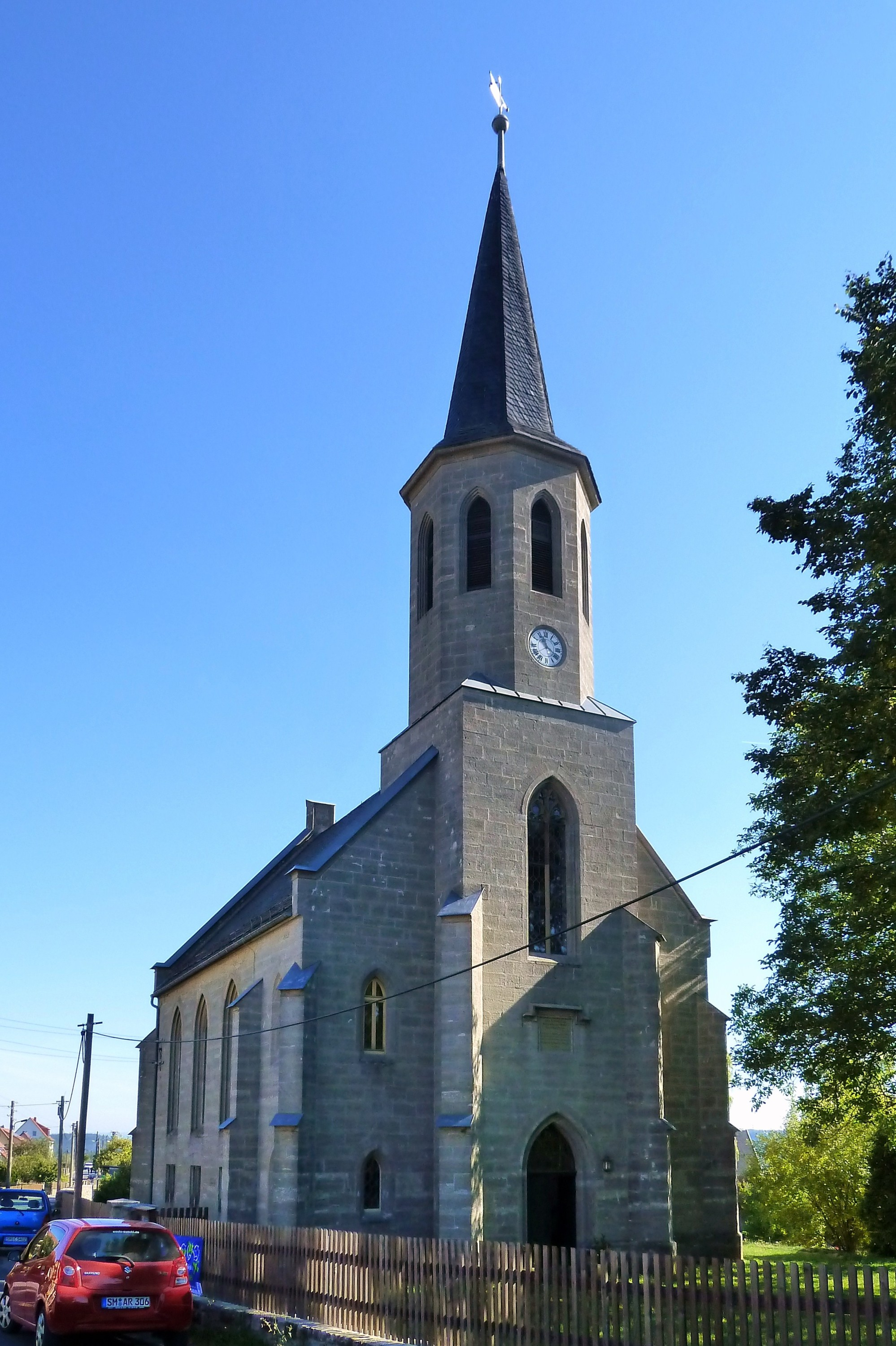
Kirche Dreißigacker

Die Kirche „Zur Barmherzigkeit Gottes“ ist die Gemeindekirche von Dreißigacker, einem Ortsteil der südthüringischen Kreisstadt Meiningen.
Die evangelische Kirchgemeinde Dreißigacker mit rund 400 Gemeindemitgliedern ist eine selbständig agierende Tochtergemeinde der Kirchengemeinde Meiningen im Kirchenkreis Meiningen der Evangelischen Kirche in Mitteldeutschland. Die neugotische Kirche steht weithin sichtbar über dem Dorf am Nordrand des Ortsteiles auf einer Höhe von 434 Meter über NHN. Der Turm mit spitzer Haube beherbergt drei Glocken. Auf dem Kirchengelände befindet sich weiter ein Friedhof.

## Geschichte
Die Kirche in Dreißigacker ist der Nachfolgebau einer 1525 erbauten Sühnekirche. Diese Kirche fiel 1641 im Dreißigjährigen Krieg einer Brandschatzung zum Opfer, wurde aber 1656 wieder aufgebaut. Die Vorgängerkirche wurde im 19. Jahrhundert baufällig, so dass ein Neubau erforderlich wurde.
In den Jahren  1862 und 1863 entstand die neue Kirche nach den Plänen vom Architekten und Oberbaurat August Wilhelm Döbner im neugotischen Stil. Geweiht wurde die Kirche auf den Namen „Zur Barmherzigkeit Gottes“ am 22. Dezember 1863 in Anwesenheit von Herzog Bernhard II. von Sachsen-Meiningen. Die schlichte Kirche wurde 2004 innen umfassend und außen teilweise saniert. 2013 feierte die Kirchgemeinde Dreißigacker das 150-jährige Bestehen ihrer Kirche mit einem Festprogramm.